# Stephen Chow Sau-yan
Stephen Chow Sau-yan (周守仁S; Hong Kong, 7 agosto 1959) è un cardinale, vescovo cattolico e religioso cinese, dal 17 maggio 2021 vescovo di Hong Kong.

## Biografia
Stephen Chow Sau-yan è nato il 7 agosto 1959 ad Hong Kong, omonima città-regione e diocesi, che allora era una colonia britannica (oggi è una regione amministrativa speciale della Repubblica Popolare Cinese); ha ricevuto il battesimo lo stesso anno della nascita.

### Formazione
Dopo aver compiuto gli studi primari, ha frequentato il Wah Yan College, un istituto secondario privato maschile gestito dalla provincia cinese della Compagnia di Gesù. Proprio in questo periodo ha scelto di seguire la vocazione al sacerdozio e, dopo aver ottenuto il diploma liceale, nel 1979 si è trasferito negli Stati Uniti d'America, dove si è iscritto all'Università del Minnesota: qui ha conseguito prima il baccellierato in psicologia e filosofia nel 1982 e poi, dopo altri due anni di studio, il master in educazione psicologica nel 1984. Il 27 settembre successivo, venticinquenne, è entrato a far parte della Compagnia di Gesù.
Lo stesso anno si è trasferito a Dublino, in Irlanda, per completare il noviziato ed ha emesso i primi voti il 27 settembre 1986; poco dopo si è iscritto al Milltown Institute of Theology and Philosophy, dove ha conseguito la licenza in psicologia nel 1988. In seguito è tornato ad Hong Kong, dove è divenuto insegnante al Wah Yan College con sede a Kowloon per un biennio. Nel 1990 ha cominciato a studiare presso il seminario diocesano Holy Spirit, ottenendo la laurea in teologia nel 1993; lo stesso anno è stato ordinato diacono.
Si è poi nuovamente trasferito negli Stati Uniti, questa volta a Chicago, dove si è iscritto alla Loyola University, la più grande università gesuita del Paese, e qui ha conseguito il master in sviluppo organizzativo nel 1995.

### Ministero sacerdotale
Rientrato brevemente in Patria, poco prima di compiere trentacinque anni, ha ricevuto l'ordinazione sacerdotale il 16 luglio 1994, nella cattedrale dell'Immacolata Concezione ad Hong Kong, per imposizione delle mani del cardinale John Baptist Wu Cheng-chung, vescovo di Hong Kong.
Nel 1996 gli è stato assegnato il primo incarico pastorale, tornando al Wah Yan College di Kowloon come cappellano, insegnate e dirigente scolastico per quattro anni. Nel 2000 ha cominciato il suo terzo soggiorno di studio negli Stati Uniti, frequentando la Harvard University di Boston, dove ha conseguito il dottorato di ricerca in psicologia dello sviluppo l'8 giugno 2006 con una tesi intitolata "Comprendere la cultura morale nelle scuole secondarie di Hong Kong: relazioni tra norme morali, cultura morale, motivazione al successo accademico, ed empatia".
Dopo il suo rientro, ha finalmente emesso la professione solenne per la Compagnia di Gesù il 17 aprile 2007 e dallo stesso anno è divenuto supervisore di due collegi gesuiti di Hong Kong e del Wah Yan College di Kowloon. Dal 2007 al 2015 è stato professore assistente onorario all'Università di Hong Kong e dal 2009 al 2017 è stato anche formatore presso il noviziato della sua comunità religiosa. Inoltre, dal 2009 è stato presidente della Commissione per l'educazione della Provincia cinese dei gesuiti e dal 2012 docente part-time di psicologia presso il seminario diocesano Holy Spirit di Hong Kong. È stato anche membro del consiglio presbiterale della diocesi dal 2012 al 2014, consultore provinciale dei gesuiti dal 2013 al 2017 e membro del consiglio di formazione diocesano dal 2017. Nell'ottobre 2016 ha preso parte alla 36ª congregazione generale della Compagnia di Gesù, che ha eletto Arturo Sosa Abascal come nuovo preposito generale. Il 1º gennaio 2018 è divenuto padre provinciale della provincia cinese della Compagnia di Gesù, succedendo a padre John Lee Hua, e nel 2020 anche vicesegretario dell'Associazione dei superiori religiosi degli Istituti maschili di Hong Kong, incarichi svolti fino alla promozione all'episcopato.

### Ministero episcopale e cardinalato
Il 17 maggio 2021 papa Francesco lo ha nominato, sessantunenne, vescovo di Hong Kong; è succeduto a Michael Yeung Ming-cheung, deceduto all'età di settantatré anni il 3 gennaio 2019.
La sua nomina è stata descritta come una sorpresa dalla rivista dei gesuiti America, dato che non era stato precedentemente menzionato come uno dei probabili candidati per la carica. Tuttavia l'agenzia di stampa Union of Catholic Asian News ha menzionato nel gennaio 2019, poco dopo la morte del vescovo Yeung, come due dei candidati fossero gesuiti, senza nominarli specificamente. Monsignor Chow ha rivelato come inizialmente abbia rifiutato la nomina episcopale nel dicembre 2020, poiché era dell'opinione che l'incarico dovesse essere assunto da un membro del clero secolare; tuttavia alla fine ha ceduto dopo aver ricevuto una lettera scritta a mano da papa Francesco.
Ha ricevuto la consacrazione episcopale il 4 dicembre successivo, nella cattedrale dell'Immacolata Concezione ad Hong Kong, per imposizione delle mani del cardinale John Tong Hon, suo secondo predecessore, avendo come co-consacranti il cardinale Joseph Zen Ze-kiun, suo terzo predecessore, e Joseph Ha Chi-shing, vescovo titolare di Simittu ed ausiliare della medesima sede; contestualmente ha preso possesso della diocesi. Come suo motto episcopale ha scelto Ad majorem Dei gloriam, che tradotto vuol dire "Per la maggior gloria di Dio".
Il 9 luglio 2023, al termine dell'Angelus, papa Francesco ha annunciato la sua creazione a cardinale; nel concistoro del 30 settembre seguente lo ha creato cardinale presbitero di San Giovanni Battista de La Salle. Il 22 ottobre ha preso possesso del titolo cardinalizio.
Il 7 e 8 maggio 2025 ha partecipato come cardinale elettore al conclave che ha portato all'elezione di papa Leone XIV.

## Genealogia episcopale
La genealogia episcopale è:
- Cardinale Scipione Rebiba
- Cardinale Giulio Antonio Santori
- Cardinale Girolamo Bernerio, O.P.
- Arcivescovo Galeazzo Sanvitale
- Cardinale Ludovico Ludovisi
- Cardinale Luigi Caetani
- Cardinale Ulderico Carpegna
- Cardinale Paluzzo Paluzzi Altieri degli Albertoni
- Papa Benedetto XIII
- Papa Benedetto XIV
- Papa Clemente XIII
- Cardinale Bernardino Giraud
- Cardinale Alessandro Mattei
- Cardinale Pietro Francesco Galleffi
- Cardinale Giacomo Filippo Fransoni
- Cardinale Carlo Sacconi
- Cardinale Edward Henry Howard
- Cardinale Mariano Rampolla del Tindaro
- Cardinale Rafael Merry del Val
- Arcivescovo Duarte Leopoldo e Silva
- Arcivescovo Paulo de Tarso Campos
- Cardinale Agnelo Rossi
- Cardinale John Baptist Wu Cheng-chung
- Cardinale John Tong Hon
- Cardinale Stephen Chow Sau-yan, S.I.